# Rio Alonso
O rio Alonso é um curso de água que banha o estado do Paraná, no Brasil.